# سنت-اوبین، اندر
سنت-اوبین، اندر (به فرانسوی: Saint-Aubin) یک کمون در فرانسه است که در اندر واقع شده‌است. سنت-اوبین ۲۸٫۳۲ کیلومتر مربع مساحت و ۱۸۷ نفر جمعیت دارد و ۱۶۰ متر بالاتر از سطح دریا واقع شده‌است.